# Kuri-galzu I.
Kuri-galzu I. (auch: Kurigalzu I.), Sohn des Kadaschman-Harbe, war ein König von Babylonien aus der kassitischen (Kaššu) Dynastie, der um 1390 v. Chr. regierte.

## Titel
Er nannte sich „König der Gesamtheit“ (šar kissati) und stellte seinem Namen, wie die Könige der 3. Dynastie von Ur, das Determinativ DINGIR (Gott) vor. In einer Weiheinschrift an Enlil, den „Herrn der Länder“, nennt sich Kurigalzu „guter Hirte“.

## Bauten
In Babylon weihte er Šumalija und Šuqamuna, den Staatsgöttern des Kassitenreiches, einen gewaltigen Tempel. Er baute auch Tempel für Anu und Ištar.
In Ur restaurierte er das É-dublamaḫ (Haus der erhöhten Türschwelle), ein Tor, an dem Gerichtsverhandlungen stattfanden.
Kurigalzu galt auch als der Gründer von Dur-Kurigalzu (um 1400 v. Chr.).

## Regierung
Kurigalzu unterhielt nach einem Brief von Burna-Buriāš II. (EA 9, 19-36) gute Beziehungen zu Ägypten. Danach baten ihn die Kanaanäer um Unterstützung bei einer Rebellion gegen Ägypten. Er habe jedoch geantwortet: „Wenn ihr gegen den König von Ägypten, meinen Bruder, feindselig werdet und mit einem andern ein Bündnis eingeht, dann sollte ich nicht gehen und euch plündern?“ (EA 9, 26-28).
Eine Verwandte, möglicherweise seine Schwester, war mit dem elamitischen König Paḫir-Iššan verheiratet. Deren Tochter heiratete wiederum den König Humban-numena.